# Пеја (свештеник)
Пеја у ствари Петар (16. век), српски свештеник из Средца — данашње Софије, најпознатији представник Софијске књижевне школе. Написао је житије Ђорђа Кратовца, кога су Турци 1515. живог спалили у Софији јер је одбио да се потурчи. Поп Петар је био заштитник и домаћин младом Ђорђу златару из Кратова. У Бугарској, сматра се (по аутоматизму) бугарским писцем.

## Дело
Његово дело заправо представља текст против ислама и величање православне хришћанске вере. Манастири са моштима светих предака током 16. и 17. века постају духовна средишта, односно важан чинилац интеграције. Управо је Раваница такав чинилац који тада привлачи и православне Бугаре. О томе је писао и поп Пеја у „Мученију Ђорђа Кратовца”. Он наводи да се из Софије одлазило у Раваницу, како би се поклонило моштима светог кнеза. Према његовом писању, предање о кнезу Лазару и Косовском боју јесу аргументи за тврдњу да Бог показује чудо на, како их је назвао, благочастивим поглаварима.

## Цитат
А после ових, његов (тј. Стефанов) син Јован, који је држао Сремску земљу и у њој се преставио и сахрањен био, оставивши наследство, супругу и једну кћер, после три године објави се (нетљеним телом из гроба), подобно оцу своме.